# Şevkefza Sultan
Şevkefza Sultan o Vâlide Şevk-Efzâ Sultân (en turco otomano: شوق افزا قادین‎  ; 12 de diciembre de 1820 - 17 de septiembre de 1889; que significa "el que anima" en persa ), también conocida como Şevkefza Kadın, fue la consorte de origen circasiano del sultán Abdulmejid I del Imperio Otomano . Ocupó el cargo de Valide Sultan desde el 30 de mayo de 1876 hasta el 31 de agosto de 1876, cuando su hijo Şehzade Murad ascendió al trono como Murad V, en un total de tres meses. Ella es recordada como una de las últimas madres de sultanes en utilizar el título de Valide Sultan.

## Primeros años de vida
De origen circasiano, Şevkefza Kadın nació el 12 de diciembre de 1820 y fue presentada al harem otomano a la edad de siete años durante el reinado del sultán Mahmud II, por el primer imán, Zeynelabidin Efendi. Sirvió al sultán durante siete u ocho años como bailarina en su presencia. Luego se unió al séquito de la consorte del sultán, Nurtab Kadın, para después ser parte del harem del nuevo sultán Abdülmejid I que ascendió al trono en 1839
Ha sido descrita en cartas de embajadores y eunucos del mismo palacio como una mujer de extraordinaria belleza, de mediana estatura, curvilínea, de ojos y cabello negros, y muy bondadosa, pero poco inteligente, fácil de manipular y carente de astucia y estrategia. Abdülmejid se enamoró de su belleza y se casó con ella en 1839.

## Casamiento
Şevkefza se casó con Abdulmejid el 1 de agosto de 1839. Se le dio el título de " Baş Ikbal " (que significa favorita principal o concubina favorita). El 21 de septiembre de 1840, un año después del matrimonio, la pareja concibió a su primer hijo, un varón, Şehzade Mehmed Murad (más tarde Murad V ). El 20 de octubre de 1842, dio a luz a su segundo hijo, una niña, Aliye Sultan en el Palacio Viejo de Beşiktaş. La princesa lamentablemente falleció a la coarta edad de dos años el 10 de julio de 1845.
En 1843, fue elevada al título de "Cuarta Kadın", en 1845 al título de "Tercera Kadın", y en 1849, al título de "Segunda Kadın" (ya sea porque las anteriores consortes fallecieron o fueron despojadas de su título). Charles White, que visitó Estambul en 1843, dijo lo siguiente sobre ella:

The fourth...according to the assertion of the Stambol [Estambul] ladies, bears away the palm of beauty from all her colleagues, but is not highly accomplished.

Durante su mandato y reinado como consorte, se puso celosa de Serfiraz Hanim, otra consorte que tuvo una gran influencia política sobre el sultán, Şevkefza destruyó la reputación de la joven consorte al difundir el rumor de que estaba teniendo una relación adúltera y prohibida con un guardia de palacio. Poco se sabe que sucedió después.
Tras la muerte de Abdülmejid en 1861, intentó poner a su hijo Murad en el trono como él había deseado, pasando por alto al heredero legítimo, el hijo de Pertevniyal, el medio hermano menor de Abdülmejid, Abdülaziz. Según las crónicas de sus damas de honor, el intento no fue idea suya, pues se dedicó a su hijo pero careció del coraje y la astucia para idear tal plan, y en cambio fue instigado por Servetseza Kadin, la primera consorte de Abdülmejid. que amaba a Murad como a un hijo y a su sierva Nakşifend Kalfa. El intento fracasó y los tres fueron odiados por Pertevniyal Sultan, la madre de Abdülaziz, quien les negó cualquier petición durante su reinado.

## Como Valide Sultan
El 30 de mayo de 1876, su hijo Murad ascendió al trono como Murad V y ella se convirtió en la nueva Valide Sultan, sucediendo a Pertevniyal en el título. Según muchos, ella estuvo involucrada en los eventos que llevaron a la deposición de Abdülaziz, pero son dudosas aquellas declaraciones .
Su hijo nombró a su principal aliado, Damat Nuri Pasha, como Lord Pasha, después de lo cual Şevkefza y Damat habrían confiscado todas las monedas de oro y joyas escondidas por Abdülaziz y su madre, la ex valide sultan Pertevniyal Sultan, en el harén de Palacio de Dolmabahçe. Se abrieron los apartamentos sellados de la Ex-Valide y de ellos se sacaron ocho cofres de oro y cuatro cofres de obligaciones. Se necesitaron ocho porteadores para levantar cada uno de los cofres con oro. Se dijo que estos ocho cofres contenían 5.120 okkas de oro.

## Cadena perpetua
Después de reinar durante noventa y tres días (que son un total de nueve meses), Murad fue depuesto el 31 de agosto de 1876 por problemas mentales, y él y su familia fueron encarcelados en el Palacio de Çırağan. Esto convirtió a Şevkefza en la Valide Sultan con el reinado más corto de la historia. La mujer, muy devota de su hijo y temiendo por él, guardaba amuletos protectores y talismanes en su habitación con oraciones y súplicas escritas por la seguridad de su hijo.
Se dice que Şevkefza nunca se reconcilió con la deposición de Murad y que habría dado su vida sin dudarlo para devolverle el trono. En la noche del incidente de Ali Suavi, en 1877, cuando los partidarios de Murad intentaron reinstaurarlo en el trono, Şevkefza lo animó a desempeñar su papel nuevamente. Pero Murad estaba demasiado nervioso y molesto para encabezar la conspiración. Dada su falta de liderazgo, la conspiración nunca tuvo la oportunidad de tener éxito.

## Muerte
En 1889, una hinchazón en el cuello de Şevkefza comenzó a crecer repentinamente. Su enfermedad duró unos tres meses, con periodos de fiebre intensa y dolorosa. Rifat Pasha hizo todo lo posible por controlar la enfermedad de la Valide, pero a pesar de todo el tratamiento no pudo salvarla.La ex-Valide falleció lamentablemente el 17 de septiembre de 1889 en el Palacio Çırağan, Ortaköy, Estambul, y fue enterrada en el mausoleo de las nuevas damas en la Mezquita Yeni, Şevkefza pudo haber muerto por cáncer o una infección en la tiroidea por la inflamación en el cuello.
| Nombre       | Nacimiento               | Muerte               | notas                                                         |
| ------------ | ------------------------ | -------------------- | ------------------------------------------------------------- |
| Murad V      | 21 de septiembre de 1840 | 29 de agosto de 1904 | 33º Sultán del Imperio Otomano.                               |
| Aliye Sultan | 20 de octubre de 1842    | 10 de julio de 1845  | nacido en el Palacio Beşiktaş; enterrado en la Mezquita Nueva |

## En la literatura y la cultura popular
- Şevkefza es un personaje de la novela histórica de Hıfzı Topuz Abdülmecit: İmparatorluk Çökerken Sarayda 22 Yıl: Roman (2009).[20]
- En la película de 2012 Las mujeres del sultán, Şevkefza Kadın es interpretada por la actriz turca Ayşegül Siray .[21]